# V″jačeslav Čurko
V″jačeslav V″jačeslavovyč Čurko (in ucraino В'ячеслав В'ячеславович Чурко?; Užhorod, 10 maggio 1993) è un calciatore ucraino, centrocampista del Metalist 1925.